# Земетресение в Тонга (2009)
Земетресението в Тонга на 19 март 2009 година с магнитуд 7,6 Mw става по крайбрежието на архипелага в 18:17:41 UTC..
Дълбочината му е 34 km. Има и предупреждение за възможно цунами като последствие от земетресението, но по-късно то е отменено. Малко по-късно последва вторичен трус с магнитуд 5,3. На 20 март има още 2 вторични труса с магнитуд 5,4 и 5 Mw и четвърти на 21 март. И четирите вторични труса са с магнитуд над 5.
Епицентърът на земетресението се намира на 220 километра от Нуку'алофа, столицата на кралство Тонга. В първоначалните доклади не се съобщава за жертви или поражения. Земетресението е почувствано и на Северния остров, Нова Зеландия на около 3000 km разстояние от епицентъра.
Земетресението става само 4 дни след голямо подводно вулканично изригване близо до Хунга Тонга. Няма информация за връзка между изригването и земетресението.